# Musique syrienne
 (février 2025).
Si vous disposez d'ouvrages ou d'articles de référence ou si vous connaissez des sites web de qualité traitant du thème abordé ici, merci de compléter l'article en donnant les références utiles à sa vérifiabilité et en les liant à la section « Notes et références ».
La musique syrienne a une très longue histoire derrière elle. Carrefour culturel, nichée au cœur du monde arabe, elle abrite néanmoins certainement les plus anciens chants chrétiens mais aussi une présence discrète de communautés juive ou kurde aux traditions musicales anciennes, notamment influencées par la musique araméenne. Quant à la musique arabe, elle y développe l'un de ses styles les plus fins en relation avec celui de l’Égypte et en concurrence avec celui de l'Irak notamment pour le chant et le luth (oud) ; c'est tout naturellement à la mosquée qu'échoit ici la formation des chanteurs classiques.

## Musique rituelle

### Musique chrétienne
L'hymnodie de l’Église syriaque, tant orthodoxe que catholique, date du IIe au IVe siècle de notre ère et constitue l'un des plus anciens recueils de chants chrétiens. Le chant syriaque se caractérise aujourd'hui par huit modes différents et une rythmique plus importante que celle du chant grégorien. La Peshitta est une des plus anciennes versions de la Bible en syriaque.

### Musique juive
Il existait une tradition particulière de l'hymnologie juive chantée en Syrie, et aujourd'hui encore par des Juifs séfarades expatriés en Israël ou aux États-Unis. Les baqashot (ou bakashot, שירת הבקשות) sont des invocations chantées le matin du shabbat par la communauté alépine depuis le XVIe siècle selon une source certainement issue du mouvement kabbalistique de Safed. Ils sont basés sur des modes proches du maqâm arabe. C'est en Syrie qu'est trouvé le Codex d'Alep ou keter, manuscrit complet de la Bible hébraïque (massorétique).

### Musique musulmane
La cantillation du Coran et l'appel à la prière adhan par les muezzins est encore très riche en Syrie, notamment à la Grande mosquée des Omeyyades de Damas. La tradition du concert spirituel ou samâ'i est en recrudescence (favorisée par le tourisme d'ailleurs) ainsi que la pratique du dhikr soufi dont le nom dérive du syriaque dhukrana existant avant l’Islam…

## Musique arabe

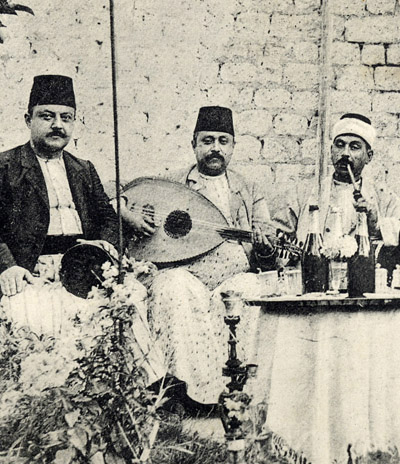
Café chantant.

Alors que Damas est la capitale du monde arabe durant le Moyen Âge, Alep est un centre de musique arabo-andalouse implanté au Machreq, avec notamment un style de muwashshah, une forme de poésie chantée intégrée au maqâm, dont le dernier grand interprète est Umar al-Batsh (1885-1950). La suite musicale alépine est une waslah (ou fasil), constituée d'un mawwâl, un muwashshah et une qasîda ou un dawr ou encore un qadd, le tout précédé d'un taqsim et d'un samâ'i, entrecoupé de layâlî. S'y ajoutent des ghazals joués sur des rythmes (wazn) locaux.
Cette tradition de style alépin (lawn halabî) perdure difficilement, mais il subsiste un foyer de musiciens érudits qui s'attachent à faire revivre tout autant la tradition des salons de musique d'antan que des derviches tourneurs ou des cafés chantants.  Sabah Fakhri, Sabri Moudallal, Adîb Al-Dâyikh, Omar Sarmini, Hamza Shakkûr, Muhammad Qadri Dalal et Julien Weiss de l’Ensemble Al-Kindî constituent aujourd'hui les piliers de ce renouveau musical axé autour des chantres (mutrib et munshid) des mosquées qui abordent ainsi un répertoire profane.

## Musique folklorique
- Musique bédouine  : L'ataba est un chant populaire long du désert ; les shâ'ir les narrent tout en improvisant mélodie et rythme.
- Musique kurde : La Syrie abrite une importante communauté kurde qui s'exprime avec son style et sa langue propre, bien qu'aucune division administrative ne leur soit échue.

## Musique populaire

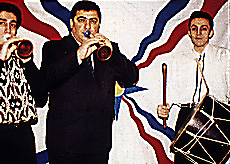
Musiciens populaires.

La Syrie produit de grands noms de la chanson arabe dont George Wassouf et Nur Mahana sont les dignes représentants actuels, mais le personnage marquant de l’histoire musicale arabe du XXe siècle est Farid El Atrache, un oudiste virtuose qui, bien qu'ayant vécu en Égypte et au Liban, était d'origine syrienne ainsi que sa sœur Asmahan, musicienne et actrice elle aussi. À l'aise tout autant dans le style classique que populaire, acteur aussi, il déchaînait les passions par son jeu volubile. Abed Azrié est un autre Syrien d'origine au destin célèbre et qui s'intéresse à l'épopée de Gilgamesh.
La danse en cercle masculine dabka est très prisée par la population. Elle est naturellement accompagnée au duo formé de la zurna et du davul.

## Instruments traditionnels

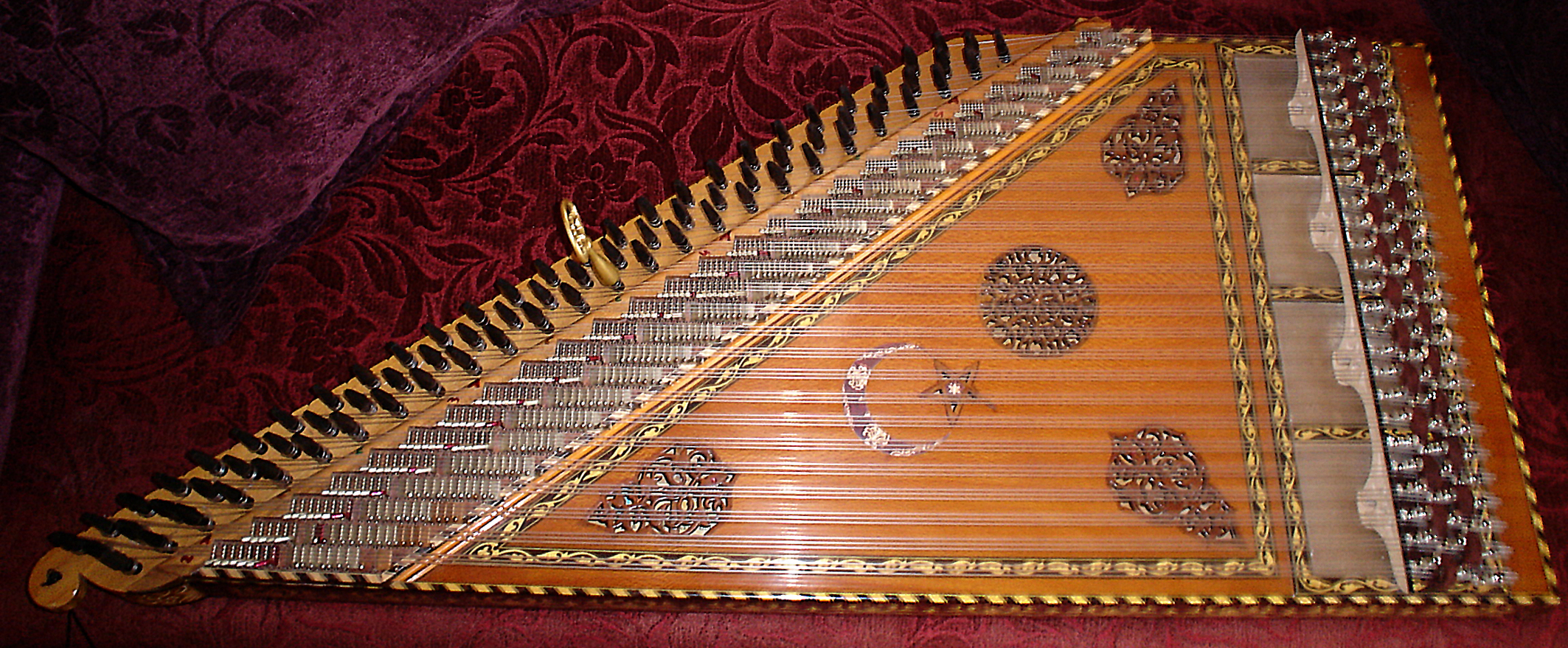
Qanûn.

On retrouve ici les instruments typiques du monde arabe formant l'ensemble classique takht : kamânche, ney, oud, qanûn, tambûr, daf, naqqara. Auxquels s'ajoutent les instruments populaires buzuq, darbouka, davul, saz, et zurna.